# Daniel Franzese
Daniel Franzese (Brooklyn, 9 de mayo de 1978) es un actor estadounidense.
Nació en Bensonhurst, Brooklyn, Nueva York. Estudió en Piper High School en Sunrise, Florida (1992-1996). Ha actuado en varias películas de drama, comedia y terror tales como Bully, La guerra de los mundos, Chicas Pesadas y Party Monster.

## Filmografía
| Año  | Película                | Personaje            |
| ---- | ----------------------- | -------------------- |
| 2001 | Bully                   | Primo Derek          |
| 2003 | Party Monster           |                      |
| 2004 | Stateside               | Danny Tripodi        |
| 2004 | Mean Girls              | Damian               |
| 2004 | Cruel World             | Claude Markham       |
| 2005 | La guerra de los mundos | Miembro del Ejército |
| 2007 | Killer Pad              | Doug                 |
| 2010 | I Spit on Your Grave    | Stanley              |
| 2016 | Looking: The Movie      | Eddie                |